# Diamesa amanoi
Diamesa amanoi är en tvåvingeart som beskrevs av Makarchenko och Kobayashi 1997. Diamesa amanoi ingår i släktet Diamesa och familjen fjädermyggor. Inga underarter finns listade i Catalogue of Life.